# Traité de Radnot

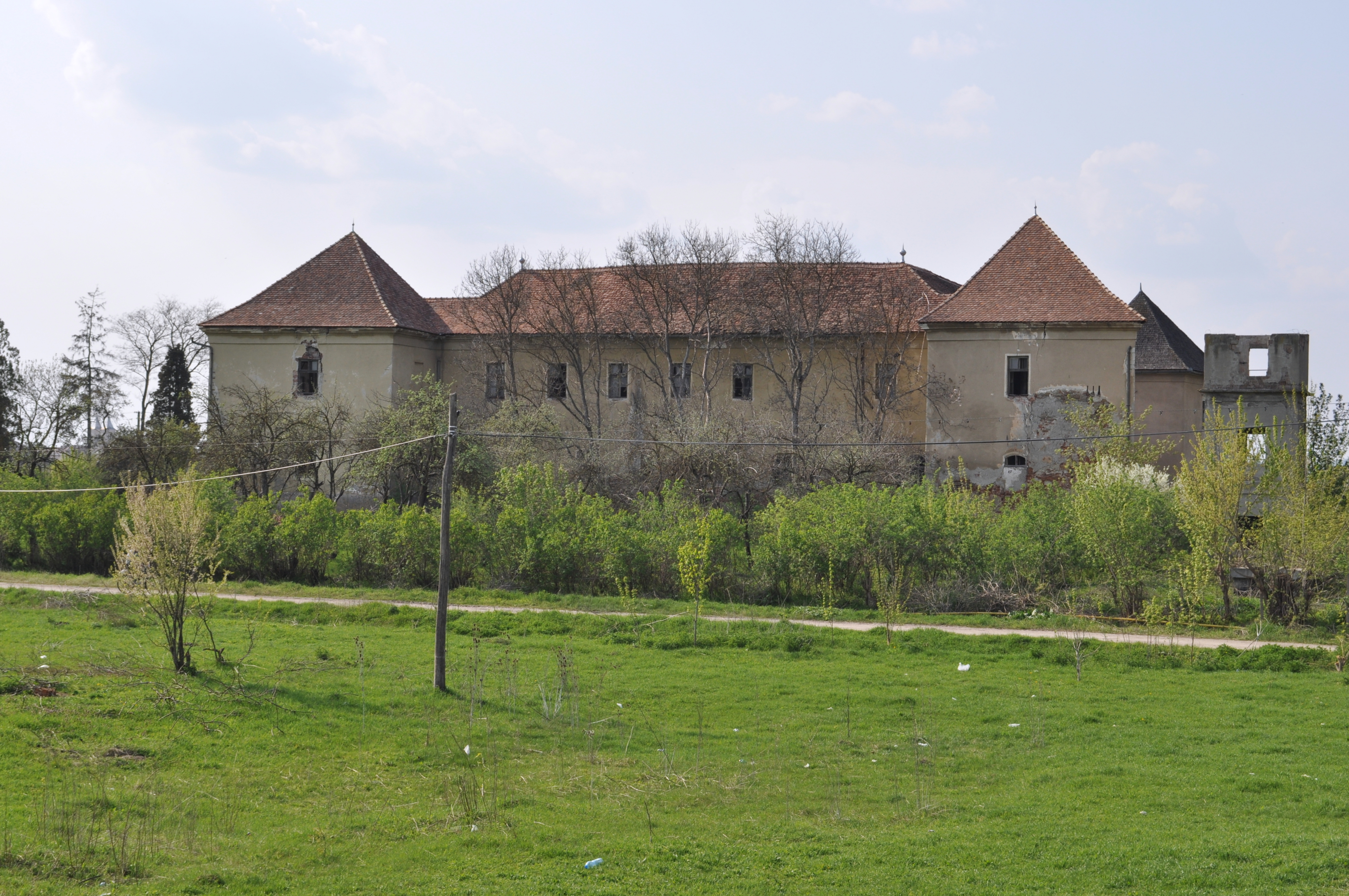
Château de Georges II Rákóczi à Radnot

Le Traité de Radnot a été conclu à Radnot (en Transylvanie) le 6 décembre 1656 (pendant la guerre polono-suédoise) par les représentants Charles X Gustave et Georges II Rákóczi ; les intérêts de Frédéric-Guillaume, Bogusław Radziwiłł et Bohdan Chmielnicki, absents, étaient également pris en compte dans le document.
Le traité concernait l'alliance suédo-transylvaine et prévoyait en outre la partition de la Pologne.

## Dispositions
Le roi Charles X Gustave de Suède était en butte avec la résistance croissante des troupes de la Couronne depuis le printemps 1656 (batailles de Warka, de Kłecko, de Łowicz, de Prostki), et inquiété par la déclaration de guerre moscovite de mai 1656, ainsi que par  l'alliance subséquente entre le roi de Pologne Jean II Casimir Vasa et le tsar Alexis Ier (traité de Vilnius). Cherchant des alliés, il signe d'abord le traité de Labiau avec l'Électeur de Brandebourg, puis se tourne vers l'ambitieux prince de Transylvanie Georges II Rákóczi.
À Radnot, les deux souverains s'engagent à participer conjointement à la guerre contre la Pologne et conçoivent de partager son territoire en diverses sphères d'influence.
Celles-ci devaient se répartir comme suit :
- Charles X Gustave devait obtenir la Prusse royale, la Couïavie, le nord de la Mazovie, la Samogitie, une partie de la Lituanie, la Livonie polonaise, et la Courlande (art. 5) ;
- Frédéric-Guillaume devait recevoir la Grande-Pologne ;
- Georges II Rákóczi devait obtenir les territoires restants de la Couronne, y compris Cracovie ;
- Bogusław Radziwiłł devait obtenir la voïvodie de Nowogródek et conserver ses droits sur la propriété héréditaire de Radziwiłł ;
- Quant à Bogdan Khmelnitski, la décision quant au transfert des territoires à lui a été reportée, d'autant plus qu'aucun représentant de Chmielnicki n'a participé aux pourparlers (art. 6)[1] ; initialement, lui étaient promis les provinces ukrainiennes de la Pologne-Lituanie.

Le document a été signé par Sternbach et Gotthard Vellingk au nom de Charles Gustave, et par János Kemény et le chancelier Mihály Mikes au nom du prince de Transylvanie. Les Frères polonais, persécutés dans la République, ont joué un rôle important dans la préparation du traité.
Le traité n'est pas entré en vigueur en raison du début de la guerre dano-suédoise et de la défaite de Georges Rakoczi à la bataille de Czarny Ostrów (en).

## Évaluation en historiographie
Souvent, suivant l'avis de l'historien cracovien Władysław Konopczyński, le traité de Radnot est présenté comme annonciateur des partitions qui eurent lieu 120 ans plus tard, mais des travaux plus récents soulignent qu'il s'agissait essentiellement d'une alliance entre deux partis inégaux en termes de puissance (Empire suédois et Transylvanie), et mettant en plus en jeu les intérêts contradictoires (et parfois très flous dans le cas de Khmelnytsky) des autres alliés. La division de la Pologne-Lituanie n'était qu'un projet, que la politique pro-polonaise et anti-suédoise du tsar Alexis Ier, du khan tatar Mehmed IV Giri et de l'empereur Ferdinand III de Habsbourg rendait purement illusoire.